# Thailands administrativa indelning
Thailand är indelad i sex regioner och 76 provinser.  

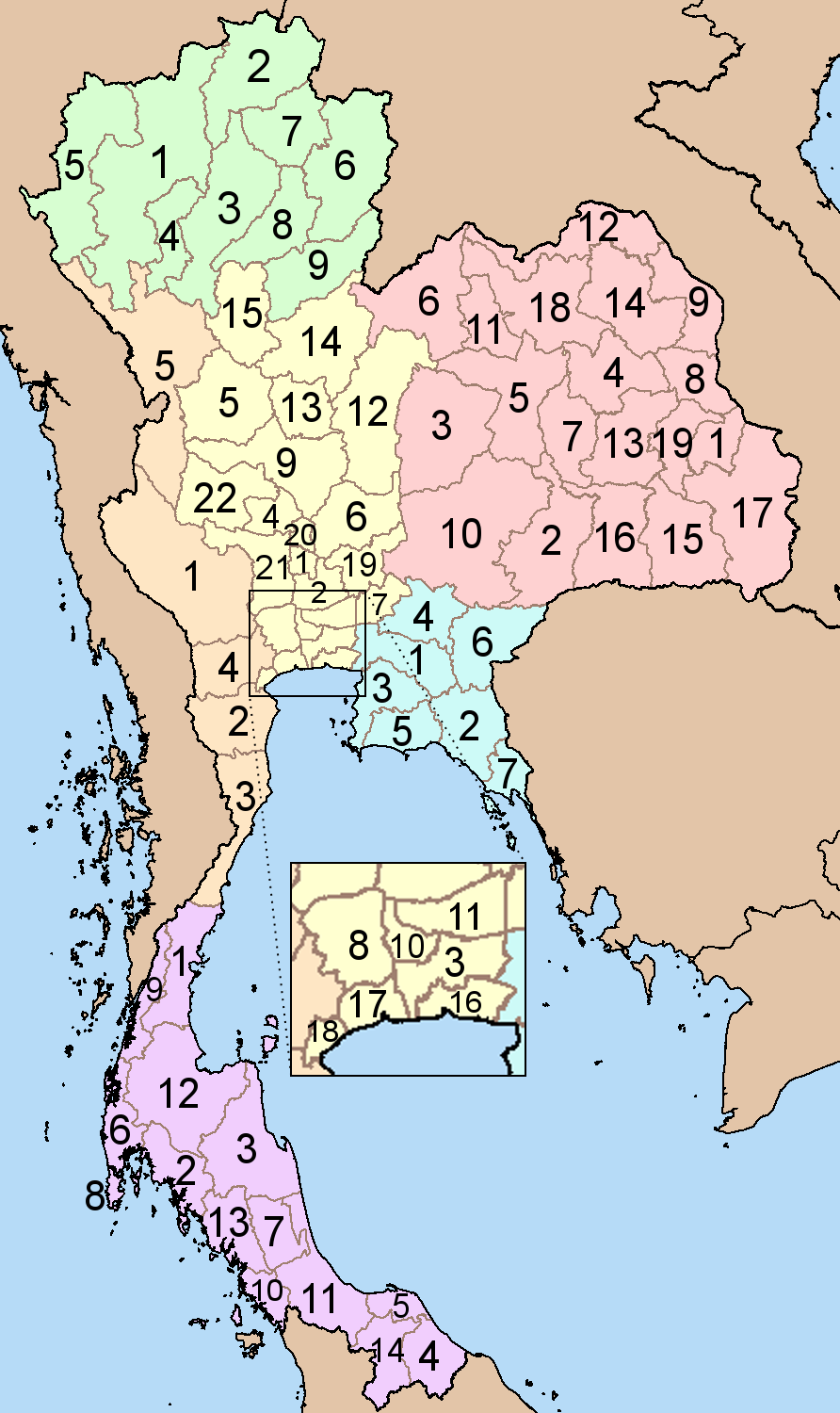
En karta med Thailands sex regioner i olika färger med de 76 provinserna markerade.

## Centrala regionen
1. Ang Thong (อ่างทอง)
2. Phra Nakhon Si Ayutthaya (พระนครศรีอยุธยา)
3. Krung Thep Manakhon (Bangkok), Speciellt styrt distrikt av (กรุงเทพ ฯ)
4. Chai Nat (ชัยนาท)
5. Kamphaeng Phet (กำแพงเพชร)
6. Lop Buri (ลพบุรี)
7. Nakhon Nayok (นครนายก)
8. Nakhon Pathom (นครปฐม)
9. Nakhon Sawan (นครสวรรค์)
10. Nonthaburi (นนทบุรี)
11. Pathum Thani (ปทุมธานี)
12. Phetchabun (เพชรบูรณ์)
13. Phichit (พิจิตร)
14. Phitsanulok (พิษณุโลก)
15. Sukhothai (สุโขทัย)
16. Samut Prakan (สมุทรปราการ)
17. Samut Sakhon (สมุทรสาคร)
18. Samut Songkhram (สมุทรสงคราม)
19. Saraburi (สระบุรี)
20. Sing Buri (สิงห์บุรี)
21. Suphan Buri (สุพรรณบุรี)
22. Uthai Thani (อุทัยธานี)

## Sydöstra regionen
1. Chachoengsao (ฉะเชิงเทรา)
2. Chanthaburi (จันทบุรี)
3. Chon Buri (ชลบุรี)
4. Prachin Buri (ปราจีนบุรี)
5. Rayong (ระยอง)
6. Sa Kaeo (สระแก้ว)
7. Trat (ตราด)

## Västra regionen
1. Kanchanaburi (กาญจนบุรี)
2. Phetchaburi (เพชรบุรี)
3. Prachuap Khiri Khan (ประจวบคีรีขันธ์)
4. Ratchaburi (ราชบุรี)
5. Tak (ตาก)

## Nordöstra regionen (Isan)
1. Amnat Charoen (อำนาจเจริญ)
2. Buri Ram (บุรีรัมย์)
3. Chaiyaphum (ชัยภูมิ)
4. Kalasin (กาฬสินธุ์)
5. Khon Kaen (ขอนแก่น)
6. Loei (เลย)
7. Maha Sarakham (มหาสารคาม)
8. Mukdahan (มุกดาหาร)
9. Nakhon Phanom (นครพนม)
10. Nakhon Ratchasima (นครราชสีมา)
11. Nong Bua Lam Phu (หนองบัวลำภู)
12. Nong Khai (หนองคาย)
13. Roi Et (ร้อยเอ็ด)
14. Sakon Nakhon (สกลนคร)
15. Si Sa Ket (ศรีสะเกษ)
16. Surin (สุรินทร์)
17. Ubon Ratchathani (อุบลราชธานี)
18. Udon Thani (อุดรธานี)
19. Yasothon (ยโสธร)

## Norra regionen
1. Chiang Mai (เชียงใหม่)
2. Chiang Rai (เชียงราย)
3. Lampang (ลำปาง)
4. Lamphun (ลำพูน)
5. Mae Hong Son (แม่ฮ่องสอน)
6. Nan (น่าน)
7. Phayao (พะเยา)
8. Phrae (แพร่)
9. Uttaradit (อุตรดิตถ์)

## Södra regionen
1. Chumphon (ชุมพร)
2. Krabi (กระบี่)
3. Nakhon Si Thammarat (นครศรีธรรมราช)
4. Narathiwat (นราธิวาส)
5. Pattani (ปัตตานี)
6. Phang Nga (พังงา)
7. Phatthalung (พัทลุง)
8. Phuket (ภูเก็ต)
9. Ranong (ระนอง)
10. Satun (สตูล)
11. Songkhla (สงขลา)
12. Surat Thani (สุราษฎร์ธานี)
13. Trang (ตรัง)
14. Yala (ยะลา)